# Rendezvous (película de 2016)
Rendezvous es el primer largometraje escrito y dirigido por Guillermo Julián y Román Santiago Pidre, en fase de posproducción, cuyo estreno está previsto en 2016. Es una película de ciencia ficción que, a través de una red de personajes, pretende poner de manifiesto la relación del ser humano con su lado más oscuro.

## Sinopsis
En un retrofuturo, Tiger Corp. desarrolla un ambicioso proyecto para mejorar el mundo. Por supuesto, algo sale mal.

## Reparto
- Natalia De Molina
- Alejandro de la Peña
- Iñaki Urrutia

## Producción
Ander Barinaga-Rementeria, Carlos J. Elustondo produce Rendezvous, siendo éste el primer largometraje de la productora. La película cuenta con un presupuesto modesto.

## Distribución
El estreno de Rendezvous se produjo en 2016.